# Horst Peters (Jurist)
Horst Peters (* 30. April 1910 in Stettin; † 14. Mai 2000 in Düsseldorf) war Jurist und von 1969 bis 1975 Präsident des Landessozialgerichts Nordrhein-Westfalen. Als Sachverständiger prägte er maßgebend die Sozialgerichtsbarkeit und das Krankenkassenwesen in der Bundesrepublik Deutschland.

## Leben und Wirken
Horst Peters studierte seit 1928 in Königsberg und seit 1929/30 in Bonn Rechtswissenschaften und wurde 1928 Mitglied der Burschenschaft Germania Königsberg und 1929 der Bonner Burschenschaft Frankonia.
Zum 1. Mai 1933 trat Peters der NSDAP bei (Mitgliedsnummer 2.331.570). Seine Dissertation schrieb er 1935 über „Aufgaben und Aufbau der Krankenkassen“. In diesem Bereich war er zunächst beschäftigt, 1933–1936 bei der AOK in Düsseldorf und 1936–1948 bei der Betriebskrankenkasse des Reiches am Reichsversicherungsamt in Berlin (nach dem Krieg in Itzehoe), zunächst als Assessor, 1939 als Stellvertreter des Leiters.
Ende 1942 wurde Peters zum Kriegsdienst eingezogen und blieb bis zum Kriegsende Soldat an der Ostfront, zuletzt als Leutnant. Er wurde verwundet und erhielt mehrere Tapferkeitsauszeichnungen.
Im November 1945 nahm Peters (seit 1943 Regierungsdirektor) den Dienst beim Reichsversicherungsamt wieder auf und wurde alsbald zur Landesversicherungsanstalt Schleswig-Holstein und danach zur Landesregierung in Kiel abgeordnet, wo er als Abteilungsleiter im Ministerium für Wiederaufbau für die Flüchtlingsbetreuung und -umsiedlung verantwortlich war.
Peters gehörte 1947 neben Max Richter und Landesdirektor Wilhelm Goettsch zu den Gründern des „Verlag des Mitteilungsblattes für die Sozialversicherung“ in Lübeck, der 1950 in Asgard-Verlag umbenannt wurde.
1949 wurde Peters an das Oberversicherungsamt Düsseldorf berufen, im August 1951 als Oberregierungsrat in den Landesdienst übernommen und 1952 zum Direktor des Oberversicherungsamtes Düsseldorf ernannt.
Mit der Errichtung der Sozialgerichtsbarkeit im Jahre 1954 übernahm er als Sozialgerichtspräsident die Leitung des Sozialgerichtes Düsseldorf.
1969 wurde er von der Landesregierung zum höchsten Sozialrichter  Nordrhein-Westfalens berufen und war bis zu seinem Ruhestand 1975 Präsident des Landessozialgerichts in Essen.
In den Jahren 1952/1953 gehörte Peters einem Sachverständigenausschuss beim Bundesministerium für Arbeit an, dem die Fertigstellung des Entwurfs zum Sozialgesetzbuch oblag. 1954 wurde er in den vom Deutschen Bundestag gebildeten Beirat für die Neuordnung der sozialen Leistungen berufen und Vorsitzender des Ausschusses für Krankheitsbekämpfung beim Bundesministerium für Arbeit und Soziales.
Er war unparteiisches Mitglied und Stellvertretender Vorsitzender des Bundesausschusses für Ärzte und Krankenkassen, seit April 1970 Stellvertretender Vorsitzender der Kommission zur Erstellung eines Sozialgesetzbuches und der Sachverständigenkommission zur Weiterentwicklung der sozialen Krankenversicherung.
Als Experte im Sozialrecht hat er sich durch zahlreiche Publikationen ausgewiesen. Außer seiner Mitwirkung am Sozialgesetzbuch sind zu nennen das Handbuch der Krankenversicherung, seine Geschichte der Sozialversicherung, der unter seiner Mitarbeit und Teamführung erschienene mehrbändige Kommentar zur Sozialgerichtsbarkeit sowie seine Zusammenstellungen über die Rechtsprechung des Reichsversicherungsamts und des Reichsversorgungsgerichts.
Viele Jahre war Peters Dozent für Sozialversicherung an verschiedenen Verwaltungsakademien sowie Fortbildungsorganisationen der Sozialpartner. Fast zwei Jahrzehnte war er Vorsitzender in Prüfungsausschüssen für Krankenkassenangestellte.
1947 war er Mitbegründer des Verlags des Mitteilungsblattes für die Sozialversicherung, seit 1950 Asgard-Verlag.

## Ehrungen
- 1976: Großes Verdienstkreuz der Bundesrepublik Deutschland
- 1985: Großes Verdienstkreuz mit Stern der Bundesrepublik Deutschland